# Гази Саиди, Салим
Салим Гази Саиди (англ. Salim Ghazi Saeedi; род. 19 июля 1981, Тегеран) — иранский композитор и гитарист, работающий в различных жанрах: от Прогрессивный метал и синтез-джаза, до авангардного классического камерного рока и прогрессивного электронного рока и Rock in Opposition. Однако, в некоторых критических статьях направление, в котором он работает, называют арт-роком и считают его музыку минималистской.

## Биография
Салим Гази Саиди родился в 1981 году в городе Тегеране, Иран. С 1999 года он самостоятельно начал учиться играть на гитаре и стал сочинять музыку. В составе группы Arashk он сочинил 3 альбома: «Abrahadabra» (2006), «Sovereign» (2007) и «Ustuqus-al-Uss» (2008). В 2010 году он выпустил свой четвёртый, уже сольный, альбом «Iconophobic», в котором он выступил в роли композитора, гитариста, клавишника, аранжировщика барабанов, микс-инженера и продюсера. В 2011 году он опубликовал «Human Encounter» в.
Некоторые критики сравнили его звучание с Univers Zero, Art Zoyd, John Zorn, Patrick O’Hearn, Mike Oldfield, Sufjan Stevens and The Enid, Djam Karet and Birdsongs of the Mesozoic, David Bedford, Richard Pinhas, ZNR, Mecano, Present, Aranis, Anne Dudley and Jaz Coleman и со всей бельгийской камерной рок сценой. Журнал „Harmonie“ сравнил его игру на гитаре с Робертом Фриппом из „King Crimson“..
Его альбомы — концептуальные альбомы, сочетающие в себе элементы классической, электронной музыки и прогрессивного рока, с разнообразным использованием инструментов. Он характеризует себя как „вечный импровизатор… как в исполнении, так и в сочинении музыки“.

## Дискография
- namoWoman — Salim Ghazi Saeedi (2012)
- Human Encounter — Salim Ghazi Saeedi (2011)
- Iconophobic — Salim Ghazi Saeedi (2010)
- Ustuqus-al-Uss — Arashk (2008)
- Sovereign — Arashk (2007)
- Abrahadabra — Arashk (2006)

## Влияние
Больше всего на него повлияли Джефф Бек и Телониус Монк. Салим говорит о его стиле музыки так: «Я никогда не думал сочинять в прогрессивном жанре. Мне просто нравится слушать очень разную музыку… Вот откуда, наверное, берется прогрессивный жанр. Вы освобождаете свои мысли, и они становятся прогрессивными!»